# Farshad Ahmadzadeh
Farshad Ahmadzadeh (in persiano فرشاد احمدزاده‎; Urmia, 23 settembre 1992) è un calciatore iraniano, centrocampista del Persepolis.

## Palmarès

### Club

#### Competizioni nazionali
- Campionato iraniano: 2

Persepolis: 2016-2017, 2017-2018
- Supercoppa dell'Iran: 1

Persepolis: 2017